# Jiling
Jiling (en népalais : जिलिङ) est un comité de développement villageois du Népal situé dans le district de Nuwakot. Au recensement de 2011, il comptait 6 286 habitants.